# 西聖巴巴拉

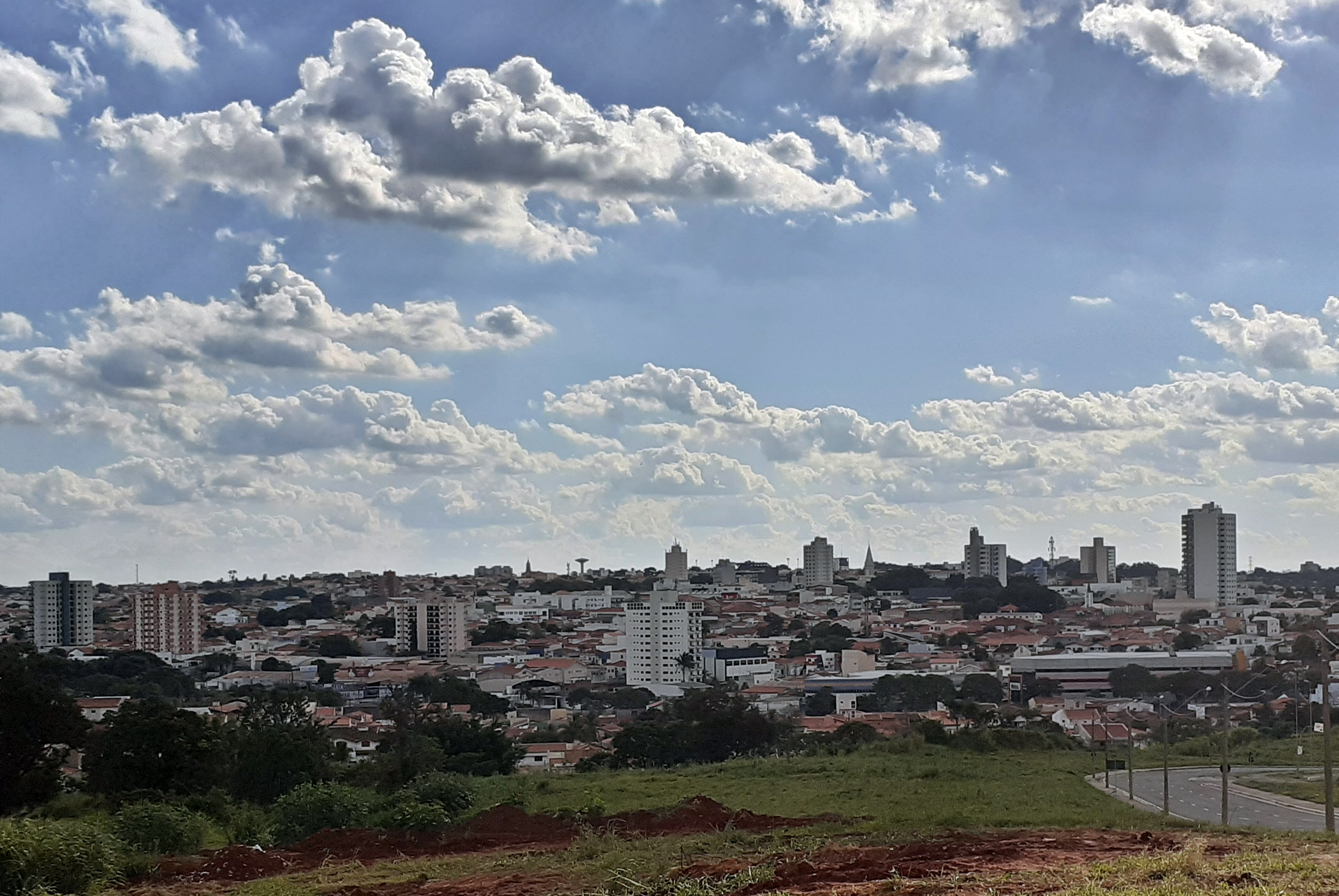
西聖巴巴拉

Template:西哈努克城
西聖巴巴拉（葡萄牙語：Santa Bárbara d'Oeste）是巴西的城鎮，位於該國南部，由聖保羅州負責管轄，始建於1818年12月4日，面積271平方公里，海拔高度570米，2010年人口188,148，人口密度每平方公里693.01人。
22°45′16″S 47°24′51″W / 22.75444°S 47.41417°W